# 323 (число)
323 (триста двадцать три) — натуральное число, расположенное между числами 322 и 324.
- 323 день в году — 19 ноября (в високосный год — 18 ноября)[значимость факта?].

## В математике
- 323 — наименьшее число-палиндром, делителями которого являются два простых числа-близнеца — 17 и 19[1][2]. Это также наименьший палиндром, который не делится ни на одну из своих цифр[2].
- Сумма девяти последовательных простых чисел: 19 + 23 + 29 + 31 + 37 + 41 + 43 + 47 + 53 = 323[3]. Остаётся палиндромом в четырнадцатеричной системе счисления[4].
- Наименьшее составное число n, на которое нацело делится n+1-ое число Фибоначчи[5].
- 323 — восьмое число Моцкина[6].
- 323 — самопорождённое число[7].
- 323 — наименьшее псевдопростое число Люка[1].